# Alex Gilbey
Alexander Scott "Alex" Gilbey (9 tháng 12 năm 1994) là một tiền vệ người Anh. Hiện anh đang thi đấu cho Colchester United F.C..